# Abbaye de Grace Dieu
Pour les articles homonymes, voir Abbaye de la Grâce-Dieu.
L'abbaye de Grace Dieu est un monastère cistercien situé au sud-est du Pays de Galles
Fondée en 1226, l'abbaye est dissoute en 1536, lors de la Réforme anglaise, et totalement détruite par la suite, de sorte qu'il n'en reste même pas les fondations.

## Localisation et toponymie
L'abbaye de Grace Dieu est située dans la vallée de la Trothy (en), un affluent de rive droite de la Wye. Le site est localisé à quelques kilomètres à l'ouest de Monmouth.

## Histoire

### Fondation
L'abbaye de Grace Dieu est fondée en 1226 après un certain nombre de rebondissements. C'est en effet dès 1217 qu'un projet de création d'un établissement cistercien est évoqué par John of Monmouth (en), favori aussi bien de Jean sans Terre que de son fils Henri III, mais la réalisation en est lente. Grace Dieu est ainsi la dernière fondation cistercienne médiévale au Pays de Galles,.

### Développement et relocalisations
Dernière venue des abbayes cisterciennes galloises, Grace Dieu est aussi la plus pauvre. Elle subit également de nombreuses avanies. Les Gallois la détruisent une première fois en 1233, contestant aux moines la propriété de leur terre. En conséquence, le site initial est abandonné en 1236 et un nouvel emplacement est trouvé. Le nouveau monastère se voit offrir du bois en provenance de la forêt de Dean par Henri III pour sa construction. Une quarantaine d'années après cette nouvelle fondation, c'est Edmond de Lancastre qui demande à la communauté de se déplacer. Mais la mise en œuvre de cette deuxième relocalisation n'est pas prouvée,.

### Dissolution
Comme toutes les abbayes britanniques, l'abbaye de Dore est victime de la Réforme anglaise et est dissoute en 1536. L’inventaire général de 1535 montre que Grace Dieu n'a un revenu annuel que de 19 livres sterling. Très rapidement après la Dissolution, elle est réduite en ruines, dont aucune ne subsiste au XXIe siècle.